# Костяний Степан Порфирійович

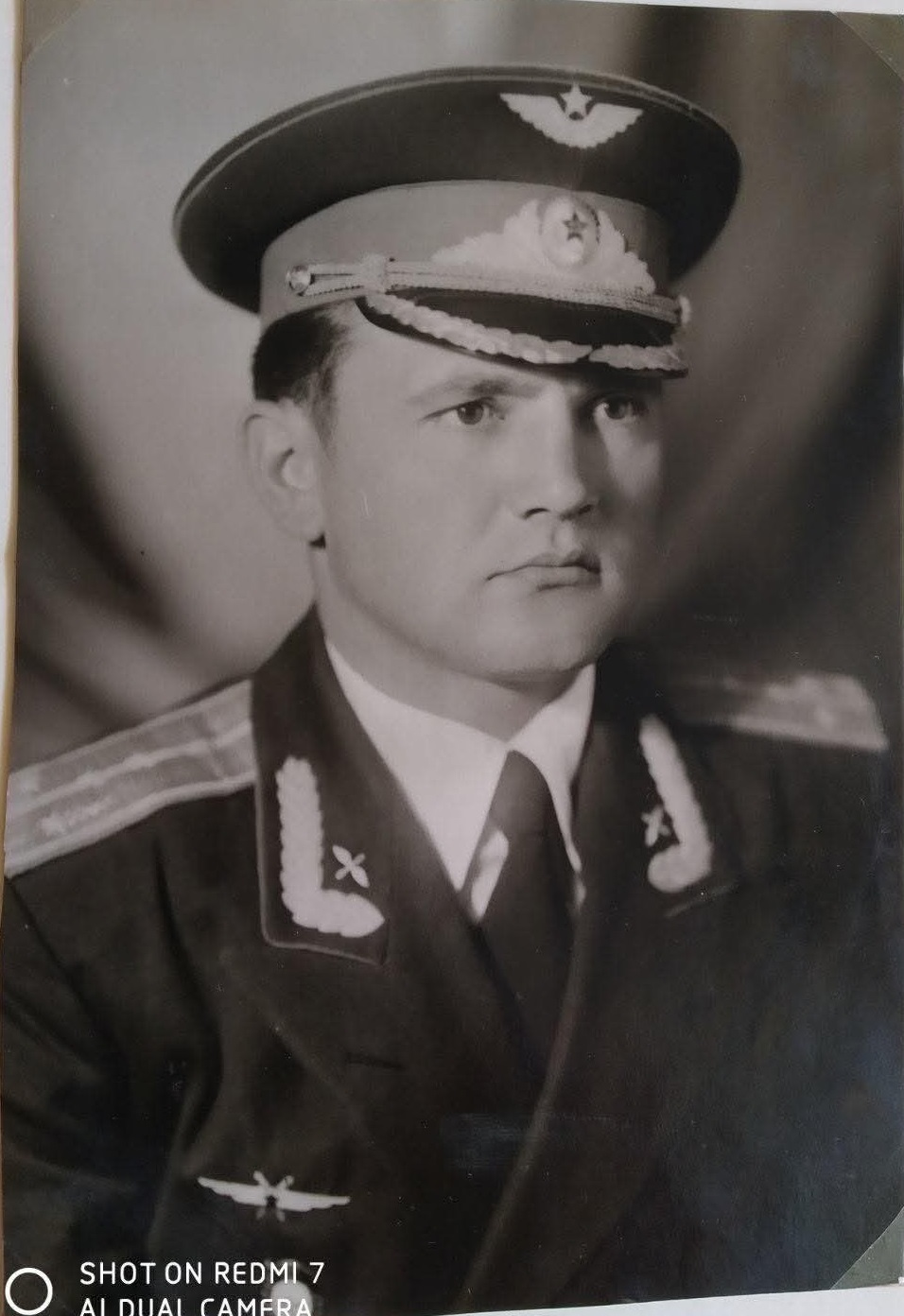
Степан Порфирійович в формі військового льотчика

КОСТЯНИ́Й Степан Порфирійович (27. 11. 1928, с. Соколова Балка Нехворощан., нині Новосанжар. р-ну Полтав. обл. — 19. 05. 1999, Київ) — письменник, журналіст. Член НСПУ (1988). Премія «Золоте перо» (1988).

## Життєпис
Закінчив Військове авіаційне училище льотчиків-інструкторів (1951) і Військ.-політ. академію (Москва, 1961). Працював викл. офіцер. школи, ред. газет Пд. групи військ, Київ. військ. округу, Групи рад. військ у Німеччині, на радіостанції «Волга»; від 1977 — відп. секр. СЖУ, у Держкомвидаві. Писав рос. мовою.

## Творчість
Автор романів про військ. льотчиків «Принадлежу не себе» (1983; 1991), «Над нами небо синее» (1988), «Спецшкола» (1992); гостросюжет. повістей для дітей «Операция „Алфавит“» (1984), «Версия Андрея Холмова» (1987); зб. повістей та оповідань «Встреча за звуковым барьером» (1986; усі — Київ).